# Salacia sororia
Salacia sororia är en benvedsväxtart som beskrevs av Friedrich Anton Wilhelm Miquel. Salacia sororia ingår i släktet Salacia och familjen Celastraceae. Inga underarter finns listade.